# Dauphin du Nord
Lissodelphis borealis
Espèce
Répartition géographique
Statut de conservation UICN

 LC  : Préoccupation mineure
Statut CITES
Le dauphin du Nord (Lissodelphis borealis) est un mammifère marin de la famille des cétacés. Il vit dans le Pacifique nord, dans les mers de la zone subarctique.

## Description
C'est un dauphin noir très mince et très fusiforme à ventre blanc et sans aileron dorsal.
D'une longueur de 2 à 2,5 m., il pèse en moyenne 75 kg.

## Comportement

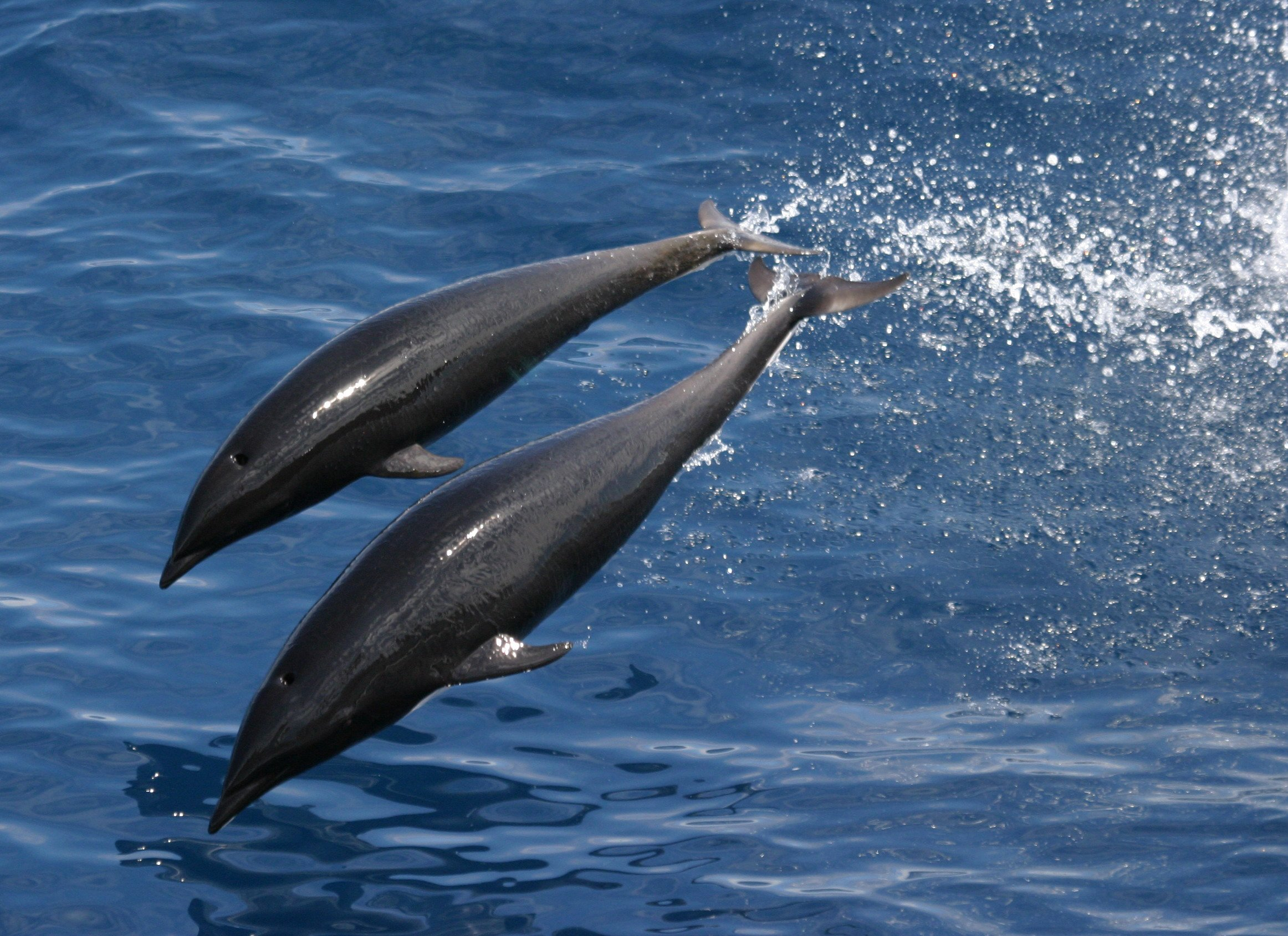

Il bondit souvent hors de l'eau. Rarement observé près des côtes,  c'est une espèce de haute mer du centre du Pacifique Nord. Ces dauphins se rassemblent souvent en groupes de 200 à 300 individus. Durant leur migration vers les eaux plus fraîches en été, des groupes de plusieurs milliers d'individus ont été observés. Il est parfois confondu avec un phoque lorsqu'il saute hors de l'eau du fait de son absence d'aileron dorsal qui le distingue des autres espèces de dauphins. Il peut être vu notamment au large du Japon et de la Californie.
Il s'approche rarement des bateaux. Il nage parfois en compagnie d'autres espèces de cétacés tels que les dauphins à flancs blancs du Pacifique. Il se nourrit de poissons, notamment de poissons-lanternes (Myctophidae) et de calamars.